# Mount Carmel (Ohio)
Mount Carmel – jednostka osadnicza w Stanach Zjednoczonych, w stanie Ohio, w hrabstwie Clermont.